# جبل العرمة (السعودية)
مرتفعات العرمة، هي سلسلة من المرتفعات تقع في شرق وسط شبه الجزيرة العربية وتمتد على نحو 700 كم في ظهرها منطقة صلبة تشكل هضبة واسعة المساحة، ويبرز منها عدة خشوم تشبه بتشكيلها خشوم جبال طويق، ويعد خشم الثمامة أقصى ارتفاع للعرمة ويصل إلى 810م فوق سطح البحر وهو أحد أشهر الخشوم في محمية الملك خالد الملكية. والتي تقع تحت إدارة هيئة تطوير محمية الإمام عبدالعزيز بن محمد الملكية.

## تكوين مرتفعات العرمة

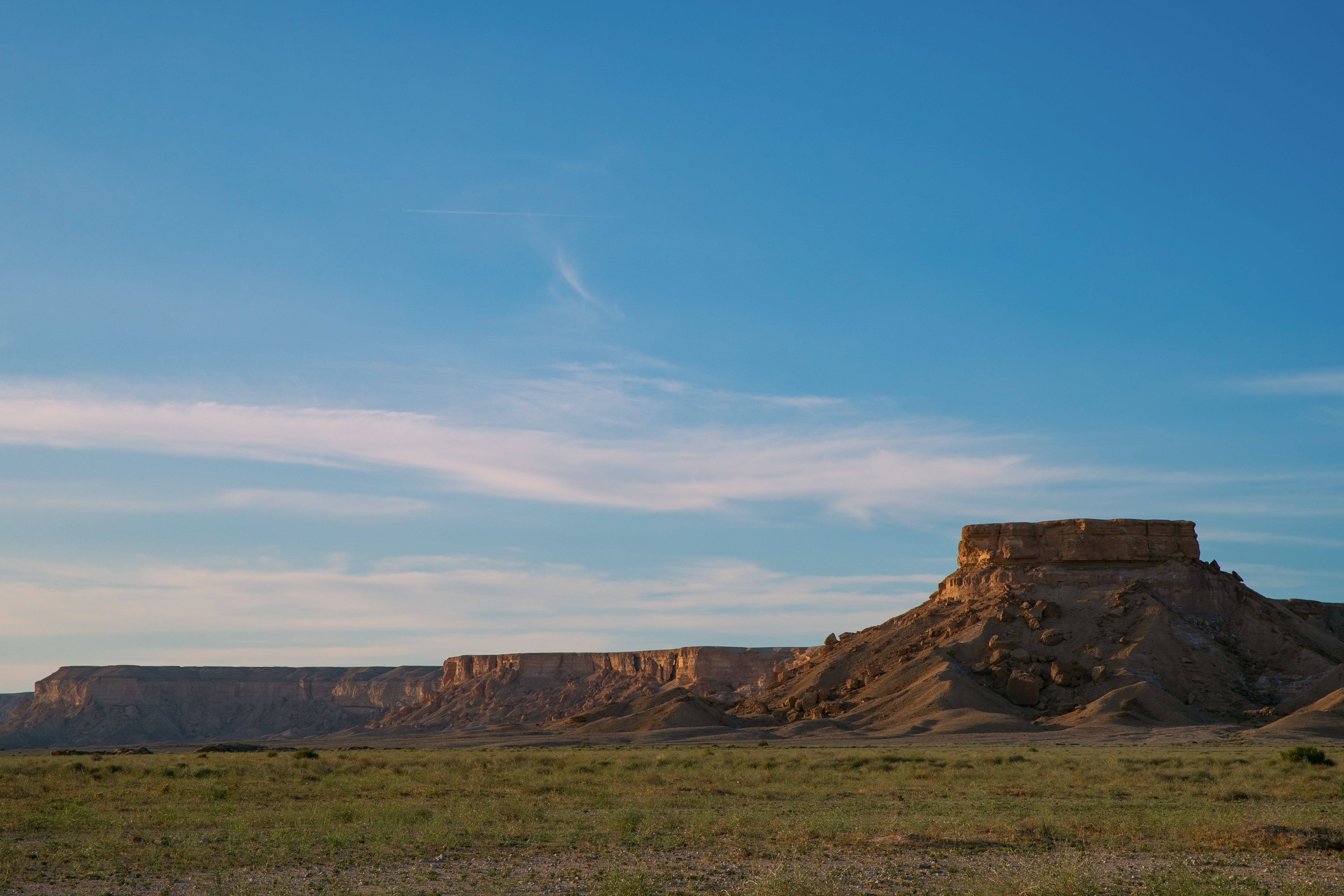
خشم البويب في محمية الملك خالد الملكية ويعد أحد معالم جبال العرمة

تتشكل سلسلة جبال العرمة من صخور رسوبية بعضها ناصع البياض، وبعوامل التعرية تتفتت الصخور إلى حبيبات رمل بيضاء في بعض الأودية والشعاب مثل وادي الثمامة لتشكل بطون أودية بيضاء تكسوها أشجار الطلح وشجيرات أخرى، والتي تتميز عن الصخور الرسوبية الأخرى التي يميل لونها إلى البني الفاتح.

## أصل التسمية
عُرّفت العرمة في التاريخ بالأرض الصلبة تتاخم الدهناء ويقابلها عارض اليمامة  وذكر ابن خميس في معجم بلاد اليمامة "العرمة بفتح العين والراء والميم وهي إما مأخوذة من من من الأنبار وهي صُبر الطعام ونحوها يقال لها عرم ومفردها عرمة، وعلى هذا فكأن جبل "العرمة" في تكوينه ولملمته وتجمعه عرمة طعام أو نحوه، وإما مأخوذة من العرم وهو السيل الكثير المتدافع تحجز الحواجز الطبيعية فيستبحر ويمتد: (فأرسلنا عليهم سيل العرم).. وعلى هذا فالسيول العظيمة التي تقذف بها أودية جبل العرمة في حضن الدهناء في تلك الرياض والمغائض سيول عرمة، ومنها أخذت التسمية وأصبحت علمًا على هذه المنطقة" 

## البعد التاريخي
انتشرت المستوطنات الحجرية على سفوح جبل العرمة وترجع هذه المساكن الى العصر الحجري الحديث قبل ما يقارب ثمانية آلاف سنة، كما جاء لجبل العرمة ذكر في مختلف الكتب العربية والإسلامية، كما قال أبو منصور (الازهري): العرمة: أرض صلبة الى جانب الصمان.
وقال الحفصي :( العرمة): عارض باليمامة.. وأنشد للأعشى : لمن الدار تعفى رسمها .. بالغرابات فأعلى العرمة
وفي عقيق العرمة قال الاصمعي: الأعقة الأودية – قال: فمنها (عقيق عارض اليمامة) وهو واد واسع مما يلي العرمة تتدفق فيه شعاب العارض وفيه عيون عذبة الماء.

## فالق الثمامة
تشكيل صخري طبيعي شكلته عوامل طبيعية متعددة جعلت منه موئلًا لأنواع مختلفة من الكائنات الفطرية من حيوانات ونباتات وبعد أعمال الحماية والتطوير السياحي التي قامت بها هيئة تطوير محمية الإمام عبدالعزيز بن محمد الملكية أصبح الفالق من أبرز المزارات السياحية في محمية الملك خالد الملكية ويقصده الزوار بهدف ممارسة أنشطة السياحة البيئية وخصوصًا التسلق الجبلي وتأمل الطبيعة.